# Sherlock: The Riddle of the Crown Jewels
Sherlock: The Riddle of the Crown Jewels (L'Énigme des joyaux de la Couronne) est un jeu vidéo textuel (fiction interactive) développé et édité par Infocom en 1987 et 1988. Comme la plupart des autres jeux d'Infocom, Sherlock utilise le moteur ZIL ayant permis de sortir simultanément le jeu sur plusieurs systèmes d'exploitation différents. Le jeu est en effet sorti sur Commodore 64 et sous DOS en décembre 1987 puis sur Amiga, Apple II, Atari ST et Macintosh en janvier 1988. Le jeu s'est vendu à plus de 20 000 exemplaires sur la période 1987-1988.
Comme son titre le laisse entendre, le jeu se déroule dans l'univers du détective Sherlock Holmes.

## Trame
Le scénario se déroule en 1887. À Londres, une grande fête se prépare en l'honneur du cinquantième anniversaire du règne de la Reine Victoria. Alors que la Tour de Londres a été fermée pour l'occasion, les joyaux de la couronne qui y étaient enfermés sont dérobés. Sherlock Holmes est alors chargé de retrouver le coupable et le butin. Mais rapidement, il comprend que ce vol n'est qu'un leurre pour lui tendre un piège. Conscient du danger qu'il court, Holmes préfère confier l'enquête à son fidèle ami, le Docteur Watson. Ce dernier, que l'on incarne dans ce jeu, se trouve dans une situation très compliquée, ne disposant que de deux jours pour mener l'enquête, sans quoi le vol devra être officiellement annoncé dans les journaux, entraînant la famille royale dans la disgrâce.
Au cours du jeu, Watson voyage fréquemment en « cab », et rencontre plusieurs personnages du « canon holmésien » (aventures écrites par Arthur Conan Doyle), comme Mrs. Hudson, Mycroft Holmes, et les Baker Street Irregulars. Le voleur des joyaux laisse à Watson diverses énigmes et divers indices qui le mènent dans de nombreux lieux célèbres de Londres, tels l'Abbaye de Westminster, le Pont de Londres, ou encore Big Ben.
À la fin du jeu, Holmes et Watson découvrent que le voleur est le Professeur Moriarty. Ce dernier parvient à tendre un piège pour capturer les deux compagnons, mais le Docteur Watson, grâce aux matériels et aux produits médicaux qu'il a avec lui, parvient à anéantir Moriarty. Les joyaux sont finalement rendus à temps à leur propriétaire.

## Développement
Seules trois personnes ont travaillé sur le jeu. Bob Bates en a été le game designer, tandis que Duane Beck et Mark Poesch en ont été les programmeurs.